# クリスチャン・アウグスト2世
クリスチャン・アウグスト2世（デンマーク語:Christian August 2.、1798年7月19日 - 1869年3月11日）は、シュレースヴィヒ＝ホルシュタイン＝ゾンダーブルク＝アウグステンブルク（アウグステンボー）公（在位：1814年 - 1869年）。シュレースヴィヒ公国およびホルシュタイン公国の一部アウゴステンボーとスナボーの領主。単に「アウグステンボー公クリスチャン」と呼ばれることが多い。ドイツ語名クリスティアン・アウグスト（Christian August von Schleswig-Holstein-Sonderburg-Augustenburg）。

## 生涯
デンマーク王家の分家筋に当たるアウグステンボー公フレゼリク・クリスチャン2世と、デンマーク王女ルイーセ・アウグスタの長男として生まれた。クリスチャンはデンマーク王家との血縁的つながりが強く、母ルイーセ王女はフレゼリク6世王（在位1808年 - 1839年）の妹（ただしルイーセは王妃の不義の子だった）、そして姉カロリーネ・アマーリエはクリスチャン8世王（在位1838年 - 1848年）の妃であり、長く国王の甥ないし義弟という立場にあった。
しかし、クリスチャンはシュレースヴィヒ＝ホルシュタインの分離独立運動の支持者だった。彼の目標はシュレースヴィヒ＝ホルシュタインをドイツ連邦の一員にすること、両公国に自由主義憲法を制定すること、そして自らがデンマーク王に代わってシュレースヴィヒとホルシュタインの主権者となることだった。クリスチャンはまたデンマーク王位の後継者にも名乗りをあげ、混迷するデンマーク王位継承問題をますます混乱させた。1837年には、匿名で『シュレースヴィヒ＝ホルシュタインの公位継承（Die Erbfolge Schleswig-Holstein）』と題した書物を出版している。またクリスチャンは1831年と1836年にデンマークの国会議員に選ばれている。こうして国政に関わった結果、クリスチャンはシュレースヴィヒ＝ホルシュタインの親ドイツ派と手を結ぶことになった。
1848年革命がヨーロッパを席捲すると、シュレースヴィヒ公国およびホルシュタイン公国でもドイツ系住民の民族主義・分離主義運動が一気に高揚した。キールではクリスチャンの弟フレゼリクを中心にシュレースヴィヒ＝ホルシュタイン臨時政府が樹立された。クリスチャンはベルリンに赴き、プロイセン政府に対して自らを君主とするシュレースヴィヒ＝ホルシュタイン独立国家の成立に助力してくれるよう要請した。このため第1次シュレースヴィヒ＝ホルシュタイン戦争が勃発した。
しかし、ヨーロッパ諸国はデンマーク王国領が分裂するのを望まなかった。とりわけ、ロシア皇帝ニコライ1世はデンマーク王家の別系統の分家であるホルシュタイン＝ゴットルプ家の家長という立場から、アウグステンボー公爵の行動は反逆である、とクリスチャンを弾劾する声明を出した。1850年7月にプロイセンとロシアはオルミュッツ協定を結び、全てを旧に復すること、デンマーク王はホルシュタイン公国の主権者の地位を回復し、また主権者としてドイツ連邦のいかなる介入をも受けないことが約された。アウグステンボー公爵家はデンマークから追放され、公爵家の領地にはデンマーク軍が進駐した。
アウグステンブルク家のシュレースヴィヒ＝ホルシュタイン公爵位請求に関する問題は、ヨーロッパ列強国の間でも意見の一致を見なかった。サリカ法に則った場合、子供のないデンマーク王フレゼリク7世のオルデンブルク家家長位の相続権者の首位はクリスチャン・アウグスト2世だったことが、この問題をより複雑にしていた。このため1852年3月31日、ロンドン議定書発効に際してクリスチャンは金銭的補償と引き換えにシュレースヴィヒ＝ホルシュタインの2公国の公爵位に対する請求権を放棄し、また同時にそれらの国々に分散するアウグステンボー家の領地をも放棄すると宣言した。クリスチャンは低地シレジアのプリムケナウ（プシェムクフ）に地所を買って同地で余生を送った。1863年、クリスチャンの長男フリードリヒ（フレゼリク）はデンマーク王フレゼリク7世の死に伴い、父の請求権放棄を無視する形でシュレースヴィヒ＝ホルシュタイン公爵位を継承すると宣言した。

## 子女
1820年、クリスチャンは又従妹の伯爵令嬢ルイーセ・ダンネスキョル＝サムセー（1797年 - 1867年）と結婚した。ルイーセはデンマーク王クリスチャン5世の庶子の玄孫にあたる女性であり、夫と同じくオルデンブルク家の男系子孫の一人である。また、クリスチャンの弟フレゼリクもルイーセの妹ヘンリエッテと結婚している。夫妻は7人の子供をもうけた。
- アレクサンダー・フリードリヒ・ヴィルヘルム・クリスティアン・カール・アウグスト（1821年 - 1823年）
- ルイーゼ・アウグステ（1823年 - 1872年）
- カロリーネ・アマーリエ（1826年 - 1901年）
- ヴィルヘルミーネ（1828年 - 1829年）
- フリードリヒ・クリスティアン・アウグスト（1829年 - 1880年）
- フリードリヒ・クリスティアン・カール・アウグスト（1831年 - 1917年）
- カロリーネ・クリスティーネ・アウグステ・エミーリエ・ヘンリエッテ・エリーザベト（1833年 - 1917年）…軍医のフリードリヒ・フォン・エスマルヒと結婚